# Hereroa nelii
Hereroa nelii är en isörtsväxtart som beskrevs av Schwant. Hereroa nelii ingår i släktet Hereroa och familjen isörtsväxter. Inga underarter finns listade i Catalogue of Life.